# Ambrózy György (püspök)
Ambrózy György, olykor Ambrosius György formában is (Alsókubin, 1694. április 18. – Csetnek, 1746. július 5.) evangélikus lelkész, a Tiszai evangélikus egyházkerület püspöke 1741-től haláláig.

## Élete
Apja Ambrózy Mátyás szegény köznemes volt. Ambrózy szülőhelyén tanult Petrovics Zachariás alatt, akit kiűzetése után követett Lestinára. 1712-ben Késmárkra ment német nyelvet tanulni. 1715-ben Rozsnyó mellé, Berzétére vetődött, ahol segédtanítóként dolgozott és megtanult magyar nyelven. Innen Eperjesre ment, ahol beiratkozott tanulónak, később a nyelvtani osztály köztanítója volt. 1718 pünkösdjén a wittenbergi akadémiára ment. 1721-ben, mikor hazájába akart visszatérni, rövidebb utat választott és Szilézián, a lengyel határon át akart eljutni Alsókubinba, de Bielában mint az új vallás terjesztőjét elfogták és csak 16 heti börtön után, augusztus 2-án bocsátották szabadon. Hazájába visszakerülve előbb Necpálon iskolamester, majd 1724-ben Verbócon, Kishontban evangélikus prédikátor lett. Segített Krman Dánielnek az Agenda és szlovák Biblia fordításában, melyet ő adott ki 1734-ben. Mikor a vidéken 1733 elején elvették az evangélikus templomokat, január 21-étől bujdosni kényszerült, egész 1738-ig, mely év szeptember 17-én Csetnekre hívták meg. 1741. február 16-án Tisza-kerületi evangélikus szuperintendenssé választották, amely tisztséget haláláig betöltötte.

## Művei
- 1721 De causis turbarum in ecclesia. Wittebergae.
- 1738 Katechysmus včeni krestanského pro mladež wetsaj y měnsj. (Katekizmus keresztényi oktatásúl nagyobb és kisebb ifjak számára.).
- 1738 Gruntownj wyswetlenj Katechysmu. (A katekizmus alapos magyarázata.).
- 1742 Rozebranj častek katechysmu D. Martina Luthera. (Luther katekizmuscikkelyeinek fejtegetése.).
- 1742/1778 Prjprawa k smrti. (Előkészület a halálra.) Pozsony.
- 1745 Gadro Krestanského evangélického vcenj. (A keresztény hittan foglalatja.).

A hely megnevezése nélkül kiadott könyveit Brüggeben vagy Wittenbergben nyomatta.